# 阿克里西俄斯
阿克里西俄斯（Ἀκρίσιος）是希臘神話中阿爾戈斯的一位國王，前任國王阿巴斯的兒子。他娶了斯巴達國王拉刻代蒙的女兒歐律狄刻，生下女兒達那厄。
神諭阿克里西俄斯在未來將被自己的女兒達那厄的兒子所害；因此阿克里西俄斯將達那厄監禁於王宮庭院的一個房間裡。某日宙斯化為金雨使達那厄懷孕，不久後她生下珀爾修斯。害怕的阿克里西俄斯把母子兩人關進箱中丟入海裡，它們後來漂流到了塞里福斯島。珀爾修斯長大後成為一名希臘英雄，在拉里薩的一場擲鐵餅比賽中他意外打死了阿克里西俄斯，驗證了神諭。